# Incidente aereo di Vénissieux del 22 agosto 1938
Il 22 agosto 1938 due bombardieri Amiot 143 della 35ème Escadre d'observation entrarono in collisione sulla verticale di Vénissieux durante una esercitazione notturna con la morte di tutti e sei i membri degli equipaggi.

## L'incidente

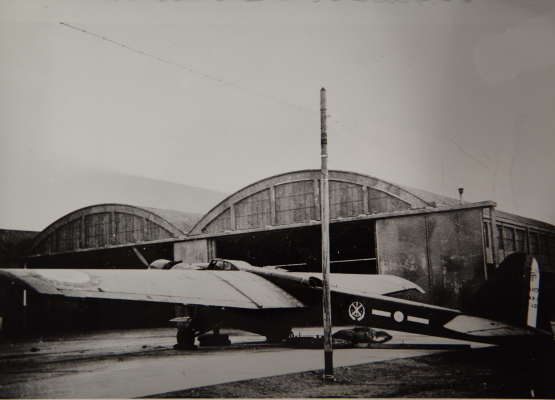
Un bombardiere Amiot 143 davanti ad un hangar

Alle ore 21:00 di lunedì 22 agosto 1938 i bombardieri Amiot 143 della 35ème Escadre d'observation, di stanza sulla base aerea 105 di Lione-Bron, stavano conducendo una serie di esercitazioni che prevedevano una alternanza di decolli e atterraggi notturni sulle piste dell'aeroporto. Tale esercitazione era seguita da molte persone, che osservavano i movimenti degli aerei dotati di luci di posizione regolamentari fisse verdi e rosse. I decolli e gli atterraggi si susseguirono senza problemi sino a quando non furono notate le luci di due velivoli che stavano entrando in rotta di collisione ad alta velocità. Alle 22:05 i due aerei si scontrarono in volo sulla verticale dell'attuale parcheggio dell'ippodromo di Parilly, ai confini dei comuni di Bron-Saint-Priest-Vénissieux.
L'Amiot 143 n.120, sventrato dalla collisione, perse la parte terminale della fusoliera con l'impennaggio di coda che precipitò sul bordo del tetto di una casa sita in rue des Sports a Saint-Priest che ospitava sei bambini, mentre la fusoliera cadde duecento metri più avanti e prese fuoco. Il punto di impatto della caduta dell'aeromobile si trovava a circa cinquanta metri dalla stazione elettrica di trasformazione, alimentata ad alta tensione, della Société de Transport d'Electricité des Alpes (STEDA)  di Vénissieux-Parilly, all'inizio di avenue Pierre Mendès France, lato Parco de Parilly. 
L'equipaggio del bombardiere era composto dal tenente Pierre Brunet, comandante del velivolo, 29 anni, originario di Ainay-le-Château nell'Allier, con 600 ore di volo, dal sottotenente Louis Blugeon, pilota, 38 anni, di Mohon nelle Ardenne, sposato e padre di due figli, con 250 ore di volo, di cui 184 notturne, e dal sergente Sabot, mitragliere, 22 anni, con 248 ore di volo.
L'Amiot 143 n.51 si incendiò in volo, perdendo un propulsore dall'altra parte di avenue Pierre Mendès France, prima di schiantarsi al suolo duecento metri più avanti sul lato sinistro di rue du Dauphiné a Saint-Priest. Solo l'impennaggio di coda e il timone scamparono alle fiamme, che distrussero l'aereo.
L'equipaggio del velivolo era così composto: sottotenente Pierre Delaye, comandante dell'aereo, 25 anni, originario di Lione, con 900 ore di volo, maresciallo Gaston Capdeville, pilota-istruttore, 31 anni, originario di Parigi, con 1852 ore di volo, e sergente André Dorè, pilota, 23 anni, di Nancy in Meurthe-et-Moselle, con 686 ore di volo.
I mezzi del servizio antincendio e i materiali di soccorso, nonché le ambulanze della base aerea di Bron, furono immediatamente inviati sul luogo della tragedia. Due grandi punti d'incendio guidarono le squadre di soccorso, a cui si unirono i vigili del fuoco di Lione. Nessuno degli aviatori si salvò.
Le salme dei sei militari furono trasportate presso la camera mortuaria dell'ospedale militare "Desgenettes" di Lione. Una funzione religiosa si svolse nella cattedrale primaziale di San Giovanni Battista e Stefano a Lione, giovedì 25 agosto, seguita da una cerimonia militare sulla piazza della cattedrale alla presenza delle autorità civili e militari.